# Kopyły (Białoruś)
Kopyły (biał. Капылы, Kapyły; ros. Копылы, Kopyły) – wieś na Białorusi, w obwodzie brzeskim, w rejonie kamienieckim, w sielsowiecie Wierzchowice.

## Historia
W XIX i w początkach XX w. położone były w Rosji, w guberni grodzieńskiej, w powiecie brzeskim, w gminie Wierzchowice.
W dwudziestoleciu międzywojennym leżały w Polsce, w województwie poleskim, w powiecie brzeskim, w gminie Wierzchowice. W 1921 wieś liczyła 283 mieszkańców, zamieszkałych w 53 budynkach, w tym 278 Białorusinów i 5 Polaków. 278 mieszkańców było wyznania prawosławnego i 5 mojżeszowego.
Po II wojnie światowej w granicach Związku Sowieckiego. Od 1991 w niepodległej Białorusi.